# Robert Radwański
Robert Piotr Radwański (ur. 3 grudnia 1962 w Krakowie) – polski trener tenisa ziemnego.

## Życiorys
Syn Władysława Radwańskiego i Barbary z domu Bębenek. Ojciec Agnieszki Radwańskiej (ur. 1989) i Urszuli Radwańskiej (ur. 1990). Żona Marta z domu Pietrzykowska (w 2011 roku rozwód). 
Po ukończeniu studiów w Akademii Wychowania Fizycznego w Krakowie trener i zawodnik w KS Nadwislan Kraków i KS Juvenia Kraków. W latach 80. wyjechał do Gronau, gdzie grał i trenował w niemieckim klubie Grun-Gold Gronau. W latach 2006 i 2008 był kapitanem reprezentacji Polski w Pucharze Federacji. Do 2013 roku trener swoich córek: Agnieszki i Urszuli. Trenerem Agnieszki pozostawał do 2012.

Rodzina Radwańskich - od lewej: Robert Piotr, Urszula, Agnieszka i Władysław

Wspiera inicjatywy promujące sport i idee patriotyczne. Wraz z córkami uczestniczy w wielu akcjach charytatywnych. Autor książki Profesjonalny trening tenisowy, wydanej w 1994.